# Lijst van gemeentelijke monumenten in Goirle
De gemeente Goirle kent 37 gemeentelijke monumenten. Hieronder een overzicht. 

## Goirle
De plaats Goirle kent 22 gemeentelijke monumenten:
| Object                                                             | Bouwjaar        | Architect | Locatie                           | Coördinaten                  | Nr.        | Afbeelding                                                         |
| ------------------------------------------------------------------ | --------------- | --------- | --------------------------------- | ---------------------------- | ---------- | ------------------------------------------------------------------ |
| Woonhuis, voormalige langgevelboerderij                            |                 |           | Abcovensedijk 2                   | 51° 31' 35" NB, 5° 4' 58" OL | 0785/WN001 | Meer afbeeldingen                                                  |
| Langgevelboerderij De Leeuwenhoeve                                 | 1904            |           | Abcovenseweg 25                   | 51° 31' 22" NB, 5° 4' 42" OL | 0785/WN002 | Meer afbeeldingen                                                  |
| Woonhuis, voormalig eenlaags café-woonhuis                         | circa 1870      |           | Dorpsstraat 1                     | 51° 31' 26" NB, 5° 3' 57" OL | 0785/WN003 | Meer afbeeldingen                                                  |
| Woonhuis                                                           |                 |           | Dr. Keijzerlaan 4a                | 51° 32' 4" NB, 5° 3' 58" OL  | 0785/WN004 | Woonhuis                                                           |
| Voormalig gemeentehuis De Vijf Bogen                               |                 |           | Kerkstraat 2                      | 51° 31' 7" NB, 5° 4' 5" OL   | 0785/WN005 | Meer afbeeldingen                                                  |
| Brandweergarage/eenlaags woonhuis                                  |                 |           | Kerkstraat 14, 16, 18             | 51° 31' 8" NB, 5° 4' 9" OL   | 0785/WN006 | Meer afbeeldingen                                                  |
| Woonhuis                                                           | 1881            |           | Kerkstraat 20                     | 51° 31' 9" NB, 5° 4' 10" OL  | 0785/WN007 | Meer afbeeldingen                                                  |
| Woonhuis, voormalig eenlaags dorpscafé-winkel                      |                 |           | Kerkstraat 22-24                  | 51° 31' 9" NB, 5° 4' 11" OL  | 0785/WN008 | Woonhuis, voormalig eenlaags dorpscafé-winkel                      |
| Woonhuis                                                           | XIXc            |           | Kerkstraat 27                     | 51° 31' 8" NB, 5° 4' 10" OL  | 0785/WN009 | Woonhuis                                                           |
| Woonhuis                                                           | XIXc            |           | Kerkstraat 33                     | 51° 31' 9" NB, 5° 4' 13" OL  | 0785/WN010 | Woonhuis                                                           |
| Woonhuis                                                           | XIXc            |           | Kerkstraat 35                     | 51° 31' 9" NB, 5° 4' 13" OL  | 0785/WN011 | Woonhuis                                                           |
| Gedeelte fabriekscomplex Van Besouw                                | circa 1900-1950 |           | Kerkstraat 51                     | 51° 31' 11" NB, 5° 4' 18" OL | 0785/WN012 | Gedeelte fabriekscomplex Van Besouw                                |
| Woonhuis                                                           | XIX d           |           | Kloosterstraat 7                  | 51° 31' 14" NB, 5° 3' 59" OL | 0785/WN013 | Woonhuis                                                           |
| Woonhuis                                                           | XIX d           |           | Kloosterstraat 8                  | 51° 31' 10" NB, 5° 4' 2" OL  | 0785/WN014 | Meer afbeeldingen                                                  |
| Heemkundig museum erf, voormaligwagenmakerij en herberg            |                 |           | Nieuwe Rielseweg 41               | 51° 31' 20" NB, 5° 3' 35" OL | 0785/WN015 | Meer afbeeldingen                                                  |
| Woonhuis Buitenlust                                                | 1855;XXa        |           | Poppelseweg 7                     | 51° 30' 29" NB, 5° 3' 20" OL | 0785/WN016 | Woonhuis Buitenlust                                                |
| Woonhuis, tweelaags met aanbouw, vm. School, daarna onderw. Woning | 1866            |           | Schoolstraat 5                    | 51° 31' 9" NB, 5° 4' 8" OL   | 0785/WN017 | Woonhuis, tweelaags met aanbouw, vm. School, daarna onderw. Woning |
| Heilig Hart Beeld                                                  | XXa             |           | Tilburgseweg ong.                 | 51° 31' 44" NB, 5° 3' 47" OL | 0785/WN018 | Heilig Hart Beeld                                                  |
| Tweelaags woonhuis met trapgevel                                   | 1897            |           | Tilburgseweg 19                   | 51° 31' 10" NB, 5° 4' 4" OL  | 0785/WN019 | Tweelaags woonhuis met trapgevel                                   |
| Woonhuis Restaurant De 7 zonden de Hovel                           | XXa             |           | Tilburgseweg 37                   | 51° 31' 14" NB, 5° 4' 3" OL  | 0785/WN020 | Woonhuis Restaurant De 7 zonden de Hovel                           |
| Woonhuis                                                           |                 |           | Tilburgseweg 195a                 | 51° 32' 3" NB, 5° 3' 50" OL  | 0785/WN021 | Woonhuis                                                           |
| Voormalige fabrieksschoorsteen                                     | 1891            |           | Watermolenstraat ong./Bergstr. 50 | 51° 31' 0" NB, 5° 3' 51" OL  | 0785/WN022 | Voormalige fabrieksschoorsteen                                     |
| Langgevelboerderij                                                 |                 |           | Bakertand 5                       | 51° 32' 4" NB, 5° 4' 36" OL  | 0785/WN023 | Meer afbeeldingen                                                  |

## Riel
De plaats Riel kent 15 gemeentelijke monumenten:
| Object                                      | Bouwjaar          | Architect | Locatie               | Coördinaten                  | Nr.        | Afbeelding                                  |
| ------------------------------------------- | ----------------- | --------- | --------------------- | ---------------------------- | ---------- | ------------------------------------------- |
| Woonhuis                                    |                   |           | Dorpstraat 26         | 51° 31' 34" NB, 5° 1' 25" OL | 0785/WN023 | Woonhuis                                    |
| Woonhuis                                    |                   |           | Dorpstraat 28         | 51° 31' 34" NB, 5° 1' 25" OL | 0785/WN024 | Woonhuis                                    |
| Schuur                                      |                   |           | Dorpstraat 28a        | 51° 31' 34" NB, 5° 1' 25" OL | 0785/WN025 | Schuur                                      |
| Langgevelboerderij /molenaarshuis, logement |                   |           | Dorpstraat 61         | 51° 31' 43" NB, 5° 1' 21" OL | 0785/WN026 | Langgevelboerderij /molenaarshuis, logement |
| Langgevelboerderij / woonhuis               | XIX               |           | Goorweg 1             | 51° 31' 54" NB, 5° 0' 59" OL | 0785/WN027 | Langgevelboerderij / woonhuis               |
| Langgevelboerderij / woonhuis               | XIX               |           | Goorweg 2             | 51° 31' 54" NB, 5° 0' 57" OL | 0785/WN028 | Langgevelboerderij / woonhuis               |
| Langgevelboerderij / woonhuis               | XVii en XIX       |           | Goorweg 3             | 51° 31' 53" NB, 5° 0' 55" OL | 0785/WN029 | Langgevelboerderij / woonhuis               |
| Langgevelboerderij                          |                   |           | Koestraat 2           | 51° 30' 51" NB, 5° 0' 41" OL | 0785/WN030 | Langgevelboerderij                          |
| Bijgebouwen bij langgevelboerderij          |                   |           | Koestraat 2a          | 51° 30' 52" NB, 5° 0' 40" OL | 0785/WN031 | Bijgebouwen bij langgevelboerderij          |
| Langgevelboerderij                          |                   |           | Looienhoek 1          | 51° 30' 58" NB, 5° 0' 26" OL | 0785/WN032 | Upload foto                                 |
| Langgevelschuur                             |                   |           | Oude Tilburgsebaan 49 | 51° 31' 24" NB, 5° 1' 29" OL | 0785/WN033 | Langgevelschuur                             |
| Langgevelboerderij                          | XVII              |           | Zandeind 34           | 51° 31' 55" NB, 5° 0' 60" OL | 0785/WN034 | Langgevelboerderij                          |
| Langgevelboerderij                          |                   |           | Zandeind 37           | 51° 31' 55" NB, 5° 0' 57" OL | 0785/WN035 | Langgevelboerderij                          |
| Boerderij / woonhuis                        | XIX               |           | Zandeind 38           | 51° 31' 57" NB, 5° 0' 55" OL | 0785/WN036 | Boerderij / woonhuis                        |
| Langgevelboerderij                          | 1e helft 15e eeuw |           | Zandeind 39           | 51° 31' 57" NB, 5° 0' 50" OL | 0785/WN037 | Langgevelboerderij                          |

's-Hertogenbosch ·
Alphen-Chaam ·
Altena ·
Asten ·
Baarle-Nassau ·
Bergeijk ·
Bergen op Zoom ·
Bernheze ·
Best ·
Bladel ·
Boekel ·
Boxtel ·
Cranendonck ·
Deurne ·
Dongen ·
Drimmelen ·
Eersel ·
Eindhoven ·
Etten-Leur ·
Lijst van gemeentelijke monumenten in Geertruidenberg ·
Geldrop-Mierlo ·
Gemert-Bakel ·
Gilze en Rijen ·
Goirle ·
Halderberge ·
Heeze-Leende ·
Helmond ·
Heusden ·
Hilvarenbeek ·
Laarbeek ·
Land van Cuijk ·
Maashorst ·
Meierijstad ·
Moerdijk ·
Nuenen, Gerwen en Nederwetten ·
Oirschot ·
Oisterwijk ·
Oosterhout ·
Oss ·
Reusel-De Mierden ·
Roosendaal ·
Someren ·
Son en Breugel ·
Lijst van gemeentelijke monumenten in Steenbergen ·
Tilburg ·
Valkenswaard ·
Vught ·
Waalre ·
Waalwijk ·
Woensdrecht ·
Zundert